# Tekken
Tekken (jap.: 鉄拳, dt.: ‚eiserne Faust‘, außerdem eine Bezeichnung des Schlagrings Tekkan-Zu) ist eine Kampfspiel-Spielereihe des Herstellers Namco bzw. Namco Bandai Games. Jeder Ableger (außer Tekken Tag Tournament) dreht sich inhaltlich um ein als The King of Iron Fist Tournament bezeichnetes Kampfturnier. Tekken war eines der ersten Spiele auf der PlayStation und führte – neben dem Spiel Battle Arena Toshinden – auf dieser Konsole das 3D-Fighting-Game-Genre ein.
Bisher wurden über 27 Millionen Einheiten der Serie verkauft.

## Chronologie

Tekken 5: Dark Resurrection

Die Spiele mit einem Stern dahinter sind nicht in Deutschland/Europa erschienen. Die Spiele ohne ein Stern haben das Datum der europäischen Veröffentlichung, ansonsten werden die Spiele nach dem allgemeinen Erstveröffentlichung gelistet.

### Hauptserien & Spin-offs
- Tekken – Arcade (9. Dezember 1994) *, PlayStation (29. November 1995), PlayStation 2 (als Part von den Tekken 5 Arcade History-Modus (24. Juni 2005)), PlayStation Network (21. Mai 2011)
- Tekken 2 – Arcade (3. August 1995) *, PlayStation (Oktober 1996), PlayStation 2 (als Part von den Tekken 5 Arcade History-Modus (24. Juni 2005)), FOMA, Handy (2. November 2006) *, Zeebo (8. Oktober 2009) *, PlayStation Network (4. August 2010)
- Tekken 3 – Arcade (20. März 1997) *, PlayStation (12. September 1998), PlayStation 2 (als Part von den Tekken 5 Arcade History-Modus (24. Juni 2005)), PlayStation Classic (3. Dezember 2018)
- Tekken Card Challenge – Wonderswan (17. Juni 1999) *
- Tekken Tag Tournament – Arcade (Juli 1999) *, PlayStation 2 (24. November 2000)
- Tekken Advance – Game Boy Advance (29. März 2002)
- Tekken 4 – Arcade (August 2001) *, PlayStation 2 (23. September 2002)
- Tekken 5 – Arcade (15. November 2004) *, PlayStation 2 (24. Juni 2005)
- Death by Degrees – PlayStation 2 (15. April 2005)
- Tekken 5: Dark Resurrection – Arcade (November 2005) *, PlayStation Portable (15. September 2006), PlayStation Network (PlayStation 3) – Download (23. März 2007)
- Tekken 6 – Arcade (26. November 2007) *, :als Bloodline Rebellion-Version – PS3, Xbox 360 (29. Oktober 2009), PSP (4. Dezember 2009)
- Tekken 6: Bloodline Rebellion – Arcade (2008) *
- Tekken Resolute – Mobile (Java) (2010) *
- Tekken Bowling – iOS (Juli 2011) *
- Tekken Hybrid – PS3 (25. November 2011)
- Tekken 3D: Prime Edition – 3DS (Februar 2012)
- Tekken Tag Tournament 2 – Arcade (14. September 2011) *, :Unlimited – Arcade (16. Februar 2012) *, PS3, Xbox 360 (14. September 2012), :Wii U Edition – Wii U (30. November 2012)
- Tekken Card Tournament – iOS, Android  (April 2013) *
- Tekken Revolution – PlayStation Network (12. Juni 2013)
- Tekken Arena – iOS, Android (Oktober 2013) *
- Tekken 7 – Arcade (18. März 2015) *, :als Fated Retribution-Version – PlayStation 4, Xbox One, Windows (2. Juni 2017)
- Tekken 7: Fated Retribution – Arcade (5. Juli 2016) *, :Round 2 – Arcade (13. Februar 2019)
- Tekken (Mobile) – iOS, Android (1. März 2018)
- Tekken 8 – PlayStation 5, Windows, Xbox Series X/S (26. Januar 2024)

### X-Series
- Namco x Capcom – PS2 (2005)
- Street Fighter X Tekken – PS3, Xbox 360, PSV, PC (2012)
- Project X Zone – Nintendo 3DS (2013)

### Crossovers
- Anna Kournikova’s Smash Court Tennis – PS1 (1998)
- Pac-Man Fever – PS2, Nintendo GameCube (2002)
- Smash Court Tennis Pro Tournament 2 – (2004)
- Tekken's Nina Williams in: Death by Degrees (April 2005)
- Urban Reign – PS2 (September 2005)
- Point Blank 3 – Arcade (1994), PS1 (1998), Nintendo DS (2006)
- Galaga: TEKKEN Edition – iOS, Android (2015)
- Full Bokko Heroes X – iOS, Android (30. März 2015)
- Pokémon Tekken – Nintendo Wii U (16. Juli 2015) und Nintendo Switch (22. September 2017)[2]
- Project X Zone 2 – Nintendo 3DS (2016)

## Hintergrund

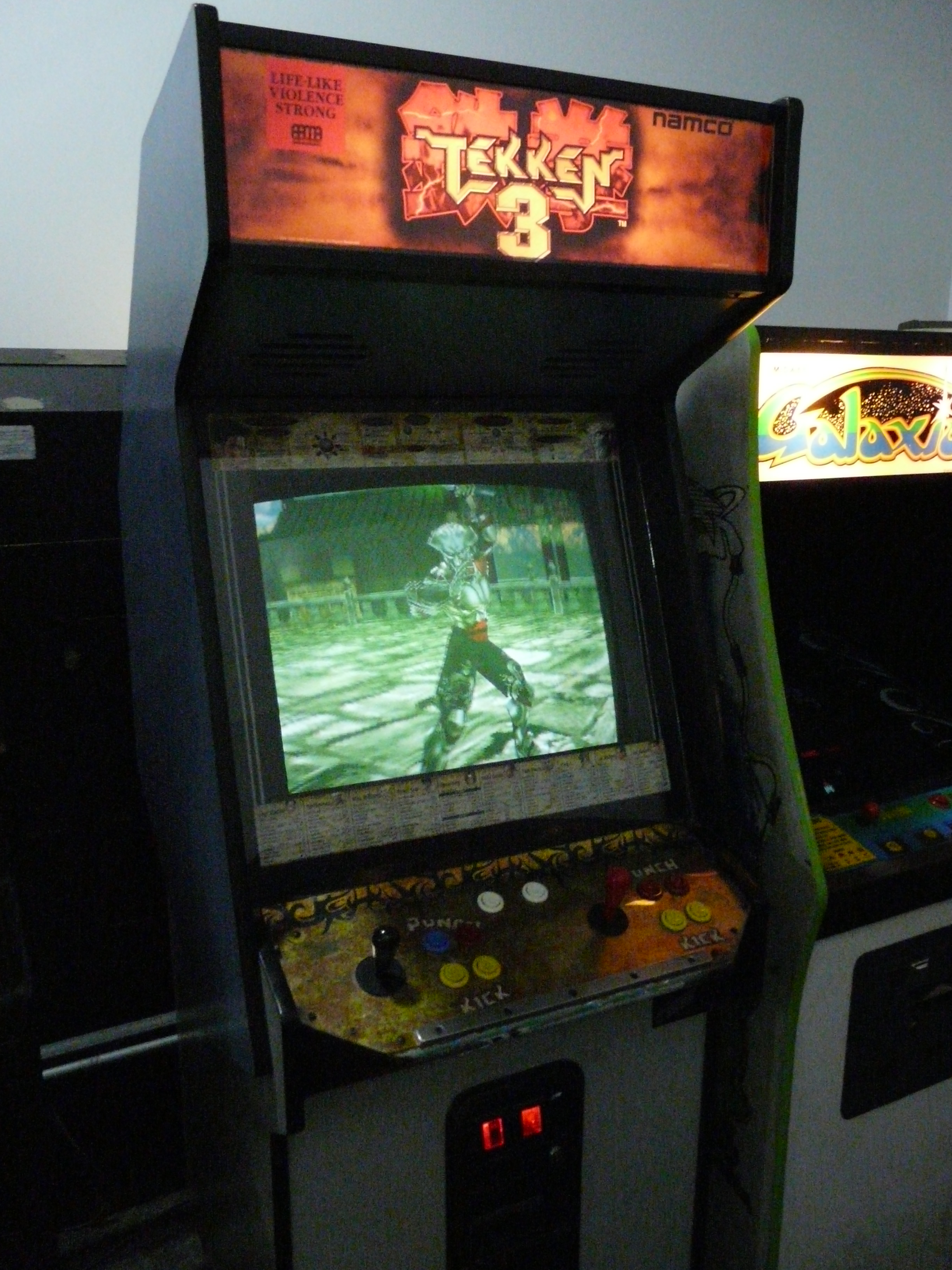
Tekken 3 (Arcade-Automat)

In Tekken bringt fast jede Figur eine eigene Geschichte mit. Viele dieser Hintergrundgeschichten sind miteinander verknüpft.
Der Haupthandlungsstrang von Tekken dreht sich rund um das Finanz-Zaibatsu Mishima Zaibatsu.
Heihachi Mishima, ein mächtiger Großindustrieller und Besitzer der Firma Mishima Zaibatsu, veranstaltet das erste The King of Iron Fist Tournament (Name des Spiels: Tekken). Bei diesem ersten Turnier nimmt auch Heihachis Sohn, Kazuya Mishima teil. Kazuya will sich bei seinem Vater dafür rächen, dass er von ihm, als er ein Kind war, in eine Schlucht geworfen wurde. Heihachi wollte damit die Stärke seines Sohnes testen. Kazuya gelingt es schließlich, Heihachi zu besiegen und somit das Turnier zu gewinnen. Anschließend wirft er seinen Vater ebenfalls in denselben Graben und übernimmt das Mishima-Imperium.
Zwei Jahre sind nun seit dem ersten The King of Iron Fist Tournament vergangen. Mishima Zaibatsu wird unter der Leitung von Kazuya Mishima stärker und gewinnt mehr und mehr an Einfluss in der Welt. Allerdings werden Gerüchte, die sich um Kazuyas übernatürliche Kraft drehen, immer lauter, obwohl sich dieser in letzter Zeit immer mehr zurückzog. Zwei Jahre nach dem Ende des ersten Turniers gibt die Mishima Zaibatsu die Durchführung eines zweiten Turniers mit einem erheblich höheren Preisgeld bekannt: The King of Iron Fist Tournament 2 (Name des Spiels: Tekken 2). An diesem Turnier nimmt auch Heihachi Mishima, der den Fall in die Schlucht überlebte, teil und kommt sogar ins Finale, wo er gegen seinen Sohn, Kazuya, antreten kann. Als Kazuya während des Kampfes am Boden liegt, verwandelt sich dieser in Devil Kazuya (einen Teufel) mit extremen Kräften. Trotzdem gelingt es Heihachi, ihn zu besiegen. Nach dem Kampf wirft Heihachi Kazuya in einen Vulkankrater, in der Hoffnung, ihn ein für alle Mal loszuwerden, und übernimmt wieder die Kontrolle über die Mishima Zaibatsu. Die Teilnehmerin Jun Kazama, die während des Turnieres mit Kazuya zusammenkam und schwanger wurde, zieht sich anschließend zurück, um ihren und Kazuyas zukünftigen Sohn Jin Kazama alleine aufzuziehen.
Etwa 19 Jahre sind nun seit dem letzten Turnier vergangen. Jin Kazama ist demnach etwa 19 Jahre alt. Er wird von seinem Großvater Heihachi im Mishima-Karate-Stil trainiert, um den Tod seiner Mutter zu rächen und das Wesen namens Ogre, welches Jun auf dem Gewissen hat, zu töten. Heihachi veranstaltet daraufhin ein drittes Turnier: The King of Iron Fist Tournament 3 (Name des Spiels: Tekken 3). An diesem soll auch Ogre teilnehmen und Jin soll seine Mutter rächen können. Heihachi hat aber andere Pläne und schießt Jin, nachdem dieser Ogre gegen Ende des Turniers besiegt hat, in den Kopf, woraufhin sich Jin in Devil Jin (einen Teufel) verwandelt, eine Fähigkeit, die er von seinem Vater geerbt hat. In dieser Form gelingt ihm die Flucht aus den Fängen von Heihachi.
Weitere zwei Jahre sind seit dem letzten Turnier vergangen. Heihachi Mishima veranstaltet erneut ein Turnier, um seinen Enkel Jin Kazama in eine Falle zu locken: The King of Iron Fist Tournament 4 (Name des Spiels: Tekken 4). Außerdem stellt sich heraus, dass Kazuya nach dem Wurf in den Vulkankrater (nach dem 2. Tournament) von der G-Corporation (eine Konkurrenzfirma der Mishima Zaibatsu) wiederbelebt worden ist und ebenfalls am Turnier teilnimmt. Am Ende dieses Turniers und nach einem harten Kampf mit Kazuya und Heihachi im Honmaru (größter Tempel der Mishima Zaibatsu) gelingt Jin Kazama erneut die Flucht. Kazuya und Heihachi bleiben benommen am Boden liegen. Einige Zeit später wachen die beiden auf, geweckt durch mehrere Hubschrauber, die sich auf sie zu bewegen. Mehrere Jack 4 (Kampfroboter der G-Corporation) greifen sie, auf Befehl eines Unbekannten (vermutlich die Führung der G-Corp.) und unter der Aufsicht von Raven, einem der G-Corp. unterstellten Auftragskiller, an. Kazuya gelingt die Flucht, bevor sich einer der Jacks samt Gebäude und Heihachi in die Luft jagt.
Nur wenige Zeit später wird von Heihachis Vater, Jinpachi Mishima, der jahrelang unter Honmaru gefangen gehalten wurde, zu einem weiteren Turnier aufgerufen: The King of Iron Fist Tournament 5 (Name des Spiels: Tekken 5). Heihachi hat die Explosion Honmarus knapp überlebt und nimmt ebenfalls an diesem Turnier teil.
Jin gewinnt das 5. Turnier und übernimmt die Mishima Zaibatsu.
Ein Jahr ist seit dem letzten Tournament vergangen: Die Mishima Zaibatsu wird von Jin Kazama geleitet. Jin hat die Spezialeinheit Tekken Force geschickt, um verdeckt auf der ganzen Welt Anschläge durchzuführen. Er hat mehrere Firmen übernommen, darunter auch Ölfirmen. Dann erklärt er dem Rest der Welt den Krieg und schafft es, die Weltherrschaft an sich zu reißen. Während die Erde durch das Chaos und die Zerstörung zu versinken droht, positioniert sich die G-Corporation, die von Kazuya gelenkt wird, als Gegenpol der Mishima Zaibatsu und macht sich daran, gegen die Tekken Force zu kämpfen. Kazuya wird weltweit als Held angesehen. Daraufhin setzt Kazuya ein großzügiges Kopfgeld auf Jin aus. Als Jin das mitbekommt, initiiert er The King of Iron Fist Tournament 6 (Name des Spiels: Tekken 6), um im Turnier seine Widersacher zu bekämpfen.

## Filmumsetzung
Die Kampfspiel-Saga wurde 1998 als 60-minütiger Anime unter dem Titel Tekken – Die Eiserne Faust umgesetzt.
Eine Realverfilmung wurde Anfang 2010 unter dem Titel Tekken veröffentlicht.
Zudem kündigte Namco Bandai im Mai 2011 auf der LEVEL-UP-Veranstaltung in Dubai einen computeranimierten Film an, der unter dem Titel Tekken: Blood Vengeance im Sommer 2011 erschien. Die Hintergrundgeschichte des Films beleuchtet das Leben der Charaktere aus der Tekken-Reihe näher. Die Regie übernahm Yoichi Mori. Mittlerweile erschien der Film auch in Europa auf DVD.
Weiterhin erschien exklusiv für die PlayStation 3 ein Bundle, welches Tekken Blood Vengeance, ein HD-Remake von Tekken Tag Tournament und Tekken Tag Tournament 2 Prologue beinhaltet und den Titel Tekken Hybrid trägt.
Am 19. August 2011 fand eine exklusive Film-Premiere von Blood Vengeance in japanischer Sprachausgabe und mit deutschen Untertiteln in Köln im Kino Cinenova statt. Fans erhielten dort kostenlos Filmtickets, T-Shirts, Essen und Getränke sowie die Möglichkeit, Katsuhiro Harada eine Stunde vor Filmbeginn, nach einer kurzen Ansprache zum Film und einer Vorschau der neuesten Tekken-Spiele und des Film-Bundles, Fragen zu stellen und um Autogramme zu bitten.
Am 12. August 2014 erschien direkt auf Blu-Ray und DVD ein Prequel der im Jahr 2010 veröffentlichten Realverfilmung von Tekken mit dem Titel Tekken 2: Kazuya’s Revenge (angekündigt als Tekken: A man called X). Es handelte sich ebenfalls um einen Live-Action-Movie. Die deutsche Fassung wurde für den 15. Januar 2015 angekündigt.
Tekken: Bloodline erschien am 18. August 2022 auf Netflix. Die Anime-Serie adaptiert lose die Ereignisse von Tekken 3.